# Список журналів видавництва «Основа»
Видавнича група «Основа», заснована 2002 року в Харкові, спеціалізується на виданні навчально-методичної літератури, зокрема на випуску педагогічної преси. Видавництво випускало понад 40 найменувань паперових журналів, найдовше з яких існували журнали «Біологія» та «Управління школою» (майже 20 років кожен), найменше — журнал «JustTEEN» (2 роки) та серія «Для допитливих» (3 роки). Наприкінці 2020 року видавництво припинило видавати паперові журнали та зосередилося на розвитку вебпорталу.  
У цьому списку в алфавітному порядку представлені журнали, які виходили у видавництві в період з 2002 до 2020 року, та основна інформація про них: назва, роки видання, періодичність виходу, призначення, зміст та головні редактори. 

## Список
Примітки:
- Роком припинення видання вказано «2020», коли на сайті видавництво написано, що «журнал закрито від 1 січня 2021 року».
- Кожен журнал містив кольорову вкладку з наочно-дидактичними матеріалами та рубрику «Актуальні діалоги» з відповідями на запитання читачів.

- Рубрики вказані в окремих статтях про журнали, якщо про них відомо зі статей в ЕСУ або вказано на сайті видавництва.
- Позначка «+ КД» та «ПР» — означає що до журналу виходив книжковий додаток без конкретної назви або вона не вказана в джерелах, а також додаткове видання з матеріалами про профільну позакласну роботу.

| Назва журналу | Роки видання | Періодичність   | Призначення | Зміст | Головний редактор             | Примітки                                         |
| --- | ------------ | --------------- | --- | --- | ----------------------------- | ------------------------------------------------ |
| «Англійська мова в початковій школі» | 2004—2020    | щомісяця        | для вчителів англійської мови в початкових класах | розробки занять, сучасні методики, поради психологів; завдання на спеціальних сторінках для копіювання тощо | Климишина Н.                  | [ 2 ] [ 3 ]                                      |
| «Англійська мова та література» | 2002—2020    | тричі на місяць | для вчителів англійської мови в середній школі | сучасні методики, розробки уроків; тести та ігри, завдання, тексти для читання та аудіювання; дидактичні матеріали тощо; + КД | Любченко О.                   | [ 2 ] [ 4 ]                                      |
| «Англійська мова. Усе для репетитора» | 2013—2018    | щомісяця        | для тих, хто займається репетиторством з англійської мови | англомовні тексти; завдання для трьох рівнів володіння англійської (elementary, pre-intermediate, intermediate); інструкції для вчителя щодо виконання кожного завдання (з відповідями); картки та малюнки для копіювання; завдання для розвитку читання, аудіювання, говоріння, письма та граматики з лексикою | Климишина Н.                  | [ 2 ] [ 5 ]                                      |
| «Біологія» | 2002—2020    | тричі на місяць | для вчителів біології | новини МОН, програми, методичні рекомендації; розробки уроків і позакласних заходів; актуальні проблеми науки; імена, дати, події; інформаційний калейдоскоп; цікаві дидактичні матеріали; + КД і ПР | Задорожний К.                 | [ 2 ] [ 6 ]                                      |
| «Вивчаємо українську мову та літературу» | 2003—2020    | тричі на місяць | для вчителів української мови та літератури | розробки уроків; новітні технології презентації навчального матеріалу; проблеми українського літературного процесу; актуальні питання мовної ситуації в Україні; + КД і ПР | Голобородько К.               | [ 2 ] [ 7 ]                                      |
| «Виховна робота в школі» | 2004—2020    | щомісяця        | для завучів, класних керівників та організаторів виховної роботи в школі                                                                                               | моделі виховних систем, сценарії свят, досвід виховання тощо | Григораш В.                   | [ 2 ] [ 8 ]                                      |
| «Вихователю ГПД. Усе для роботи» | 2011—2020    | щомісяця        | для вихователів ГПД | витяги з нормативно-правових актів; зразки щоденного планування; поради щодо організації самопідготовки учнів початкової школи; практичні розробки виховних заходів (свята, інтелектуальні ігри, засідання клубів за інтересами, прогулянки тощо);поради фахівців (логопедів, психологів); дидактичні матеріали | Бардакова Ю.                  | [ 2 ] [ 9 ]                                      |
| «Географія» | 2003—2020    | двічі на місяць | для вчителів географії | розробки уроків та позакласних заходів; актуальні питання сучасної географії;класичні та нові підходи до навчання; нестандартні дидактичні матеріали, бланки для копіювання. | Андрєєва В.                   | [ 2 ] [ 10 ] [ 11 ]                              |
| «Дошкільний навчальний заклад» | 2006—2020    | щомісяця        | для працівників ДНЗ | авторські розробки занять, сценарії свят, конкурсів; матеріали з дозвілля дошкільників, дитячої психології; методичні поради та рекомендації; + КД | Бардакова Ю.                  | [ 2 ] [ 12 ]                                     |
| «Дитина з особливими потребами. Інклюзивна освіта. Дефектологія. Корекційна педагогіка» | 2014—2020    | щомісяця        | для корекційних педагогів, психологів, дефектологів, соціальних педагогів, усіх, хто працює з дітьми з особливими потребами у звичайних та спеціальних закладах освіти | методичні та практичні рекомендації; авторські методи та прийоми роботи; розробки занять тощо | Андрєєва В.                   | [ 2 ] [ 13 ]                                     |
| «Економіка в школах України» | 2004—2020    | щомісяця        | для вчителів економіки, та курсів економічного змісту | розробки уроків; інтерактивні вправи, нові методи роботи і дидактичні матеріали; статті науковців, орієнтовні календарні планування; актуальні новини МОН. | Садкіна В.; Пужайчереда Л.    | [ 2 ] [ 14 ] [ 15 ]                              |
| «Завучу. Усе для роботи» | 2008—2020    | двічі на місяць | для заступника директора школи | статті про сучасні прийоми управління, технології для навчання та виховання, актуальні новини МОН, розробки педрад і тренінгів, семінарів; зразки документації; тематичні спецвипуски. | Григораш В.                   | [ 2 ] [ 16 ] [ 17 ]                              |
| «Зростаємо разом» | 2008—2018    | щомісяця        | для батьків, вихователів, гувернерів | поради щодо розвитку пам'яті, уваги, логічного мислення, мовлення, навчання лічби, грамоти та читання; практичні матеріали для організації занять; веселі ігри та завдання для дітей. Російськомовна версія — «Растем вместе» (2008—2017). | Юрченко Н.                    | [ 18 ] [ 19 ]                                    |
| «Зарубіжна література в школі» | 2005—2020    | двічі на місяць | для вчителів світової літератури | методичні рекомендації, розробки уроків і позакласних заходів; досвід вчителів; готові бланки для копіювання із дидактичними матеріалами; літературна сторінка для обдарованих учнів. + КД | Голяковська В., Коновалова М. | [ 2 ] [ 20 ]                                     |
| «Інформатика в школах України» | 2008—2020    | щомісяця        | для вчителів інформатики | методичні поради, розробки тем та позакласних заходів; рекомендації до проведення практикумів; комп'ютерні презентації до занять; актуальні матеріали для самоосвіти вчителя | Новак Г.                      | [ 2 ] [ 21 ]                                     |
| «Історія та правознавство» | 2003—2020    | тричі на місяць | для вчителів історії та правознавства | розробки уроків і позакласних заходів, дидактичні матеріали; інтерв'ю з авторами підручників і програм; рекомендації фахівців; актуальні питання сучасної історії. + КД і ПР | Харківська Н.                 | [ 2 ] [ 22 ] [ 23 ]                              |
| «Класному керівнику. Усе для роботи» | 2008—2020    | щомісяця        | для класних керівників | сучасні авторські розробки виховних годин, тренінгів, свят; огляд документації та приклади її заповнення; обговорення проблем класного керівництва та варіанти їхнього розв'язання; рекомендації щодо проведення роботи з батьками; практичні поради фахівців | Андрєєва В.                   | [ 2 ] [ 24 ] [ 25 ]                              |
| «Логопед» | 2010—2020    | щомісяця        | для логопедів закладів освіти та охорони здоров'я; психологів ДНЗ, шкіл, інтернатів, дитячих будинків                                                                  | сучасні проблеми логопедії; методичні рекомендації та практичні поради фахівців; розробки занять та дидактичні матеріали до них | ?                             | [ 26 ]                                           |
| «Математика в школах України» | 2002—2020    | тричі на місяць | для вчителів математики | інструктивні матеріали, методичні рекомендації щодо вивчення окремих тем, підготовки до ЗНО і ДПА; розробки уроків; дидактичні матеріали; завдання олімпіад, конкурсів та їх розв'язання; комп'ютерні презентації до уроків. + КД і ПР | Маркова І.                    | [ 2 ] [ 27 ] [ 28 ]                              |
| «Мистецтво в школі» | 2008—2020    | щомісяця        | для вчителів музичного мистецтва, образотворчого мистецтва, художньої культури                                                                                         | рекомендації науковців, поради психологів, розробки уроків; статті з досвіду роботи, сценарії творчих заходів; оглядові статті про види й жанри мистецтва; репродукції картин, нотний матеріал. | Орлова Є.                     | [ 2 ] [ 29 ] [ 30 ]                              |
| «Німецька мова в школі» | 2008—2020    | щомісяця        | для вчителів німецької мови | сучасні методики викладання, поради спеціалістів; розробки уроків та позакласних заходів; цікаві дидактичні матеріали; пізнавальна інформація | ?                             | [ 31 ]                                           |
| «Основи здоров'я» | 2010—2020    | щомісяця        | для вчителів основ здоров'я | сучасні методики викладання; розробки уроків та позакласних заходів; матеріали до уроків; цікава інформація з різних джерел тощо | Садкіна В.                    | [ 2 ] [ 32 ] [ 33 ]                              |
| «Пані Вчителька» | 2007—2010    | щомісяця        | «для шкільного жіноцтва» | про те «як зробити зірковий вигляд за перерву»; як уникнути професійних учительських захворювань; як покарати учня, не принизивши його; «як здобути другу освіту без відриву від виробництва»; «як знову закохатися у власного чоловіка»; «про великих українок та вчительські династії»; про переваги й недоліки курсів підвищення кваліфікації; особливості викладання в різних країнах світу; рубрики «Велика перерва» та «Літературна кав'ярня» | ?                             | [ 34 ]                                           |
| «Позашкільна освіта» | 2011—2015    | щомісяця        | для тих, хто працює в галузі позашкільної освіти: працівників палаців, будинків і клубів дитячої творчості, юних техніків, туристів і натуралістів                     | офіційні документи, методичні рекомендації, планування роботи; інноваційні педагогічні технології; плани-конспекти занять та сценарії масових заходів; рекомендації щодо організації дослідницької роботи учнів | ?                             | [ 35 ]                                           |
| «Початкове навчання та виховання» | 2004—2020    | тричі на місяць | для вчителів початкової школи | нестандартні авторські розробки уроків та позакласних заходів; цікавий дидактичний матеріал ігрового характеру на сторінках для копіювання; поради спеціалістів (психологів, логопедів, юристів); педагогічні знахідки, досвід учителів-практиків, що дає позитивні результати | Бардакова Ю.                  | [ 2 ] [ 36 ]                                     |
| «Педагогічна майстерня» | 2010—2020    | щомісяця        | для педагогів, «які хочуть стати справжніми майстрами своєї справи» | інтерв'ю авторів книг та програм; новини освіти в країні й за кордоном; обговорення важливих питань шкільного життя; поради психологів та інших фахівців; «скарбничка ідей для створення сучасного та ефективного уроку» | Садкіна В.                    | [ 2 ] [ 37 ]                                     |
| «Русский язык и литература в школах Украины» | 2002—2017    | щомісяця        | для вчителів російської мови | рекомендації спеціалістів, оригінальні практичні знахідки, нариси, роздуми; розробки уроків та позакласних заходів; дидактичні матеріали на аркушах для копіювання; сучасні дослідження в області мови та літератури | ?                             | [ 38 ]                                           |
| «Трудове навчання в школі» | 2008—2020    | двічі на місяць | для вчителів трудового навчання | методичні рекомендації та досвід вчителів; розробки занять; сучасний дидактичний матеріал у спеціальних вкладках та сторінках для копіювання | Садкіна В.                    | [ 2 ] [ 39 ]                                     |
| «Управління школою» | 2002—2020    | тричі на місяць | для керівників шкіл | сучасні технології виховання та управління; поради щодо організації роботи школи; статті психологів, матеріали семінарів і тренінгів, актуальні новини МОН та інші корисні практичні матеріали та новітні методики; + КД | Григораш В.                   | [ 2 ] [ 40 ]                                     |
| «Фізичне виховання в школах України» | 2008—2020    | щомісяця        | для вчителів фізичного виховання (фізичної культури) | орієнтовні календарні планування; актуальні новини МОН; «популярна енциклопедія спорту»; корисні практичні матеріали, «які одразу можна використовувати на уроках» | Лущик І. В.                   | [ 2 ] [ 41 ]                                     |
| «Фізика в школах України» | 2003—2020    | двічі на місяць | для вчителів фізики | методичні рекомендації; стандарти освіти з фізики й астрономії; програми спецкурсів і факультативів, варіанти календарного планування; офіційні документи МОН; огляд навчальної методичної і дидактичної літератури; методичні рекомендації щодо розв'язання навчальних конкурсних, олімпіадних задач; розробки уроків, сценарії заходів, дидактичні матеріали; + КД і ПР                                                                           | Ненашев І.                    | [ 2 ] [ 42 ]                                     |
| «Хімія» | 2002—2020    | двічі на місяць | для вчителів хімії | інформація в галузі хімії та її викладання; розробки уроків та позакласних заходів; цікаві дидактичні матеріали; поради молодим учителям тощо + КД і ПР | Гранкіна Т.                   | [ 2 ] [ 43 ]                                     |
| «ЧІЗ. Чудові Інтелектуальні Забавки» | 2011—2015    | щомісяця        | для учнів початкової школи, батьків, вчителів | цікаві, корисні, розважально-пізнавальні завдання: кросворди, ребуси, розмальовки, вікторини, головоломки (логічні та математичні), сканворди, чайнворд, лабіринти, судоку, комікси | Юрченко Н.                    | [ 44 ] [ 45 ]                                    |
| «ЧИЖ. Чрезвычайно Интересный Журнал» | 2011—2015    | щомісяця        | для учнів початкової школи, батьків, вчителів | російськомовний варіант «ЧІЗ» | Юрченко Н.                    | [ 46 ] [ 47 ]                                    |
| «Шкільному психологу. Усе для роботи» | 2008—2020    | щомісяця        | для шкільних психологів | статті про теоретичні і практичні аспекти діяльності, діагностику, розробки тренінгів, семінарів, досвід професіоналів, документація та матеріали тощо | Андрєєва В.                   | [ 2 ] [ 48 ]                                     |
| «Шкільний бібліотекар» | 2010—2020    | щомісяця        | для шкільних бібліотекарів | актуальні питання функціонування шкільних бібліотек; теоретичні та методичні аспекти діяльності; інноваційні ідеї та готові розв'язання проблем сучасної шкільної бібліотеки; досвід і поради бібліотекарів тощо | Куликова О.                   | [ 2 ] [ 49 ] [ 50 ]                              |
| серія «Для допитливих»: «Біологія для допитливих»; «Географія для допитливих»; «Історія для допитливих»; «Фізика для допитливих»; «Хімія для допитливих»; «Я вивчаю українську»; «TEENGLISH» | 2010—2013    | щомісяця        | для учнів, вчителів | тематичні статті, завдання та інші цікаві матеріали | ?                             | [ 51 ] [ 52 ] [ 53 ] [ 54 ] [ 55 ] [ 56 ] [ 57 ] |
| «JustTEEN» | 2011—2013    | щомісяця        | для підлітків | широкий спектр тем, які стосуються особистих переживань, соціальних явищ, а також інтелектуальних та культурних інтересів підлітків | Журенко О., Юдіна М.          | [ 58 ] [ 59 ]                                    |

## Статистика по роках
У 2002 році засновано 6 журналів; у 2003 — 3; у 2004 — 4; у 2005 — 1; у 2006 — 1; у 2007 — 1; у 2008 — 9; у 2009 — 0; у 2010 — 11; у 2011 — 5; у 2012 — 0; у 2013 — 1; у 2014 — 1; з 2015 по 2020 — 0. 
З 2002 по 2009 рік жодного журналу не закривали; у 2010 — 1; у 2011 і 2012 — 0; у 2013 — 8; у 2014 — 0; у 2015 — 3; у 2016 — 0; у 2017 — 1; у 2018 — 2; у 2019 — 0; у 2020 — 29.